# Strephonota ambrax
Espèce
Synonymes
- Thecla hypoliodes Hayward, 1967

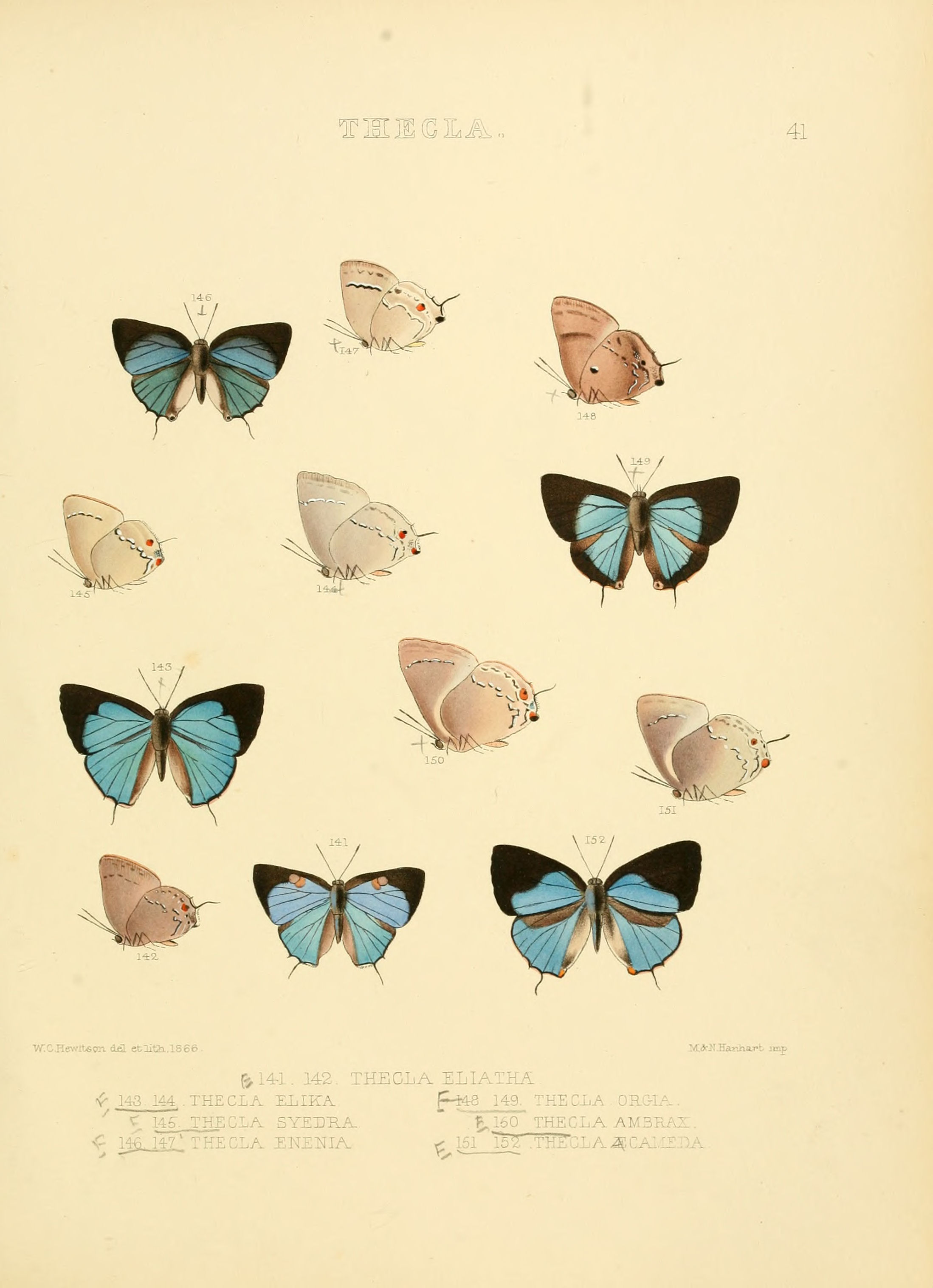
Thecla ambrax. Fig. 150. Accepted as Strephonota ambrax (1852)

Strephonota ambrax est une espèce de papillons de la famille des Lycaenidae, de la sous-famille des Theclinae et du genre Strephonota.

## Dénomination
Strephonota ambrax a été décrit par John Obadiah Westwood en 1852 sous le protonyme de Thecla ambrax.
Synonymes : 
- Thecla ambrax septentrionalis Lathy, 1926
- Thecla hypoliodes Hayward, 1967.

### Nom vernaculaire
Strephonota ambrax est appelé Ambrax Hairstreak en anglais.

## Description
Strephonota ambrax est un petit papillon aux antennes et aux pattes annelées de marron et de blanc, avec une longue et fine queue à chaque aile postérieure, et une très courte.
Le dessus est bleu avec aux ailes antérieures le bord costal et l'apex marron.
Le revers est blanc, avec aux ailes postérieures deux ocelles rouge pupillés de noir dont un en position anale.

## Écologie et distribution
Strephonota ambrax est présent au Guatemala, au Nicaragua, à Panama, en Colombie, au Pérou, au Surinam, en Guyana et en Guyane,.

### Protection
Pas de statut de protection particulier.